# Open Pereira
L'Open Pereira, noto come Seguros Bolivar Open Pereira per ragioni di sponsorizzazione, è stato un torneo professionistico di tennis giocato su terra rossa, che faceva parte dell'ATP Challenger Tour. Si giocava annualmente a Pereira in Colombia dal 2008 al 2015.

## Albo d'oro

### Singolare
| Anno | Campione               | Finalista              | Punteggio           |
| ---- | ---------------------- | ---------------------- | ------------------- |
| 2015 | Paolo Lorenzi (2)      | Alejandro González     | 4–6, 6–3, 6–4       |
| 2014 | Víctor Estrella Burgos | João Souza             | 7–6(5), 3–6, 7–6(6) |
| 2013 | Santiago Giraldo (2)   | Paul Capdeville        | 6–2, 6–4            |
| 2012 | Carlos Salamanca       | Rubén Ramírez Hidalgo  | 5–7, 6–2, 6–1       |
| 2011 | Paolo Lorenzi (1)      | Rogério Dutra da Silva | 7–5, 6–2            |
| 2010 | Santiago Giraldo (1)   | Paolo Lorenzi          | 6–3, 6–3            |
| 2009 | Alejandro Falla        | Horacio Zeballos       | 6–4, 4–6, 6–2       |
| 2008 | Michael Quintero       | Julio-Cesar Campozano  | 6–1, 6–4            |

### Doppio
| Anno | Campioni                                   | Finalisti                              | Punteggio              |
| ---- | ------------------------------------------ | -------------------------------------- | ---------------------- |
| 2015 | Andrés Molteni Fernando Romboli            | Marcelo Arévalo Juan Sebastián Gómez   | 6–4, 7–6(12)           |
| 2014 | Nicolás Barrientos (2) Eduardo Struvay (2) | Guido Pella Horacio Zeballos           | 3–6, 6–3, [11–9]       |
| 2013 | Nicolás Barrientos (1) Eduardo Struvay (1) | Facundo Bagnis Federico Delbonis       | 3–6, 6–3, [10–6]       |
| 2012 | Martín Alund Guido Pella                   | Sebastián Decoud Rubén Ramírez Hidalgo | 6–3, 2–6, [10–5]       |
| 2011 | Marcel Felder Carlos Salamanca             | Alejandro Falla Eduardo Struvay        | 7–6(5), 6–4            |
| 2010 | Dominik Meffert Philipp Oswald             | Gero Kretschmer Alex Satschko          | 6(4)–7, 7–6(6), [10–5] |
| 2009 | Víctor Estrella Burgos João Souza          | Juan Sebastián Cabal Alejandro Falla   | 6–4, 6–4               |
| 2008 | Jean-Michel Durango Ivan Endara            | Julio-Cesar Campozano Alejandro Kon    | 6–1, 6–4               |